# Fußball in Gibraltar
Fußball ist die populärste Sportart des britischen Überseegebietes Gibraltar. Die britischen Streitkräfte führten Fußball im 19. Jahrhundert in Gibraltar ein. 1895 wurde die Gibraltar Football Association gegründet, die einer der zehn ältesten Fußballverbände der Welt ist.

## Geschichte

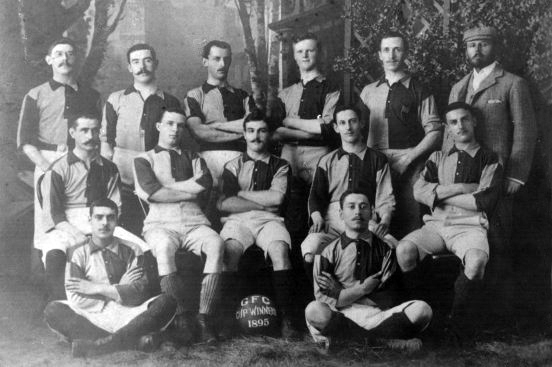
Siegerteam des Merchants Cup 1895

Fußball wurde im späten 19. Jahrhundert durch Angehörige der Streitkräfte des Vereinigten Königreichs in Gibraltar eingeführt. Es ist nicht genau bekannt, wann der erste zivile Fußballverein gegründet wurde, aber die ersten Aufzeichnungen belegen die Existenz des Prince of Wales FC im Jahr 1892 und die Gründung des Gibraltar FC im November 1893.
Zwischen 1895 und 1907 wurde der Merchants Cup ausgetragen. Der Wettbewerb wurde durch die in Gibraltar ansässigen Kaufleute finanziert. Im ersten Finale standen sich der Gibraltar FC und der Jubilee FC vor 1500 Zuschauern gegenüber.
1902 wurde durch Militärangehörige das vom Militär genutzte Fußballfeld an der Nordfront den Bürgern übergeben. Davor gab es keine Fußballfelder in ziviler Hand, sodass die Gibraltar Civilian Football Association sich gezwungen sah, Freundschaftsspiele gegen Militärteams auszurichten, um außerhalb des Merchants Cups Spielpraxis zu erhalten.

### Gibraltar Football League
Als erste zivile Fußballliga Gibraltars wurde die Gibraltar Football League im Oktober 1907 gegründet. Das Militär hatte davor schon Ligen und Pokalwettbewerbe etabliert, doch zivilen Vereinen wurde die Teilnahme untersagt. An der ersten Spielzeit nahmen acht Teams teil, der Sieger wurde der Prince of Wales FC. Der wachsende Erfolg der Liga und der Pokalwettbewerbe spiegelte sich in der hohen Anzahl der neu gegründeten Teams wider. Schließlich musste 1909 eine zweite Liga gegründet werden, und ein Jahr später organisierte der Verband separate Ligen und Pokalwettbewerbe für Senior- und Juniorteams. Das ständige Wachstum des Fußballs in Gibraltar spiegelte sich auch im Zusammenschluss des Verbandes mit dem englischen Fußballverband wider. Durch den Wegfall mehrerer Reserveteams in der zweiten Liga wurden zur Saison 2005/06 die zweite und dritte Liga zusammengeführt.
Im 20. Jahrhundert änderte die Gibraltar Civilian Football Association ihren Namen in Gibraltar Football Association. Heute ist es Hauptaufgabe des Verbandes, Ligen zu organisieren und den Sport in Gibraltar zu fördern.

### Goldene Ära
Die Zeit zwischen 1949 und 1955 ist als Goldene Ära für den Fußballsport in Gibraltar bekannt. In dieser Zeit kamen die weltbesten Vereine, darunter Real Madrid, Atlético Madrid, Real Valladolid und Admira Wacker, nach Gibraltar, um gegen das Nationalteam zu spielen, welches in Spielen gegen Profis für eine Amateurmannschaft sehr gute Leistungen zeigte.

## Ligensystem
| Ebene | Spielklasse                           | Spielklasse                           | Spielklasse                           | Spielklasse                           | Spielklasse                           | Spielklasse                           | Spielklasse                           | Spielklasse                           | Spielklasse                           | Spielklasse                           | Spielklasse                           | Spielklasse                           |
| 1     | Gibraltar Premier Division 10 Vereine | Gibraltar Premier Division 10 Vereine | Gibraltar Premier Division 10 Vereine | Gibraltar Premier Division 10 Vereine | Gibraltar Premier Division 10 Vereine | Gibraltar Premier Division 10 Vereine | Gibraltar Premier Division 10 Vereine | Gibraltar Premier Division 10 Vereine | Gibraltar Premier Division 10 Vereine | Gibraltar Premier Division 10 Vereine | Gibraltar Premier Division 10 Vereine | Gibraltar Premier Division 10 Vereine |
|       | ↓↑ 1–2 Vereine                        |                                       |                                       |                                       |                                       |                                       |                                       |                                       |                                       |                                       |                                       |                                       |
| 2     | Gibraltar Second Division 8 Vereine   | Gibraltar Second Division 8 Vereine   | Gibraltar Second Division 8 Vereine   | Gibraltar Second Division 8 Vereine   | Gibraltar Second Division 8 Vereine   | Gibraltar Second Division 8 Vereine   | Gibraltar Second Division 8 Vereine   | Gibraltar Second Division 8 Vereine   | Gibraltar Second Division 8 Vereine   | Gibraltar Second Division 8 Vereine   | Gibraltar Second Division 8 Vereine   | Gibraltar Second Division 8 Vereine   |

## Nationalteam

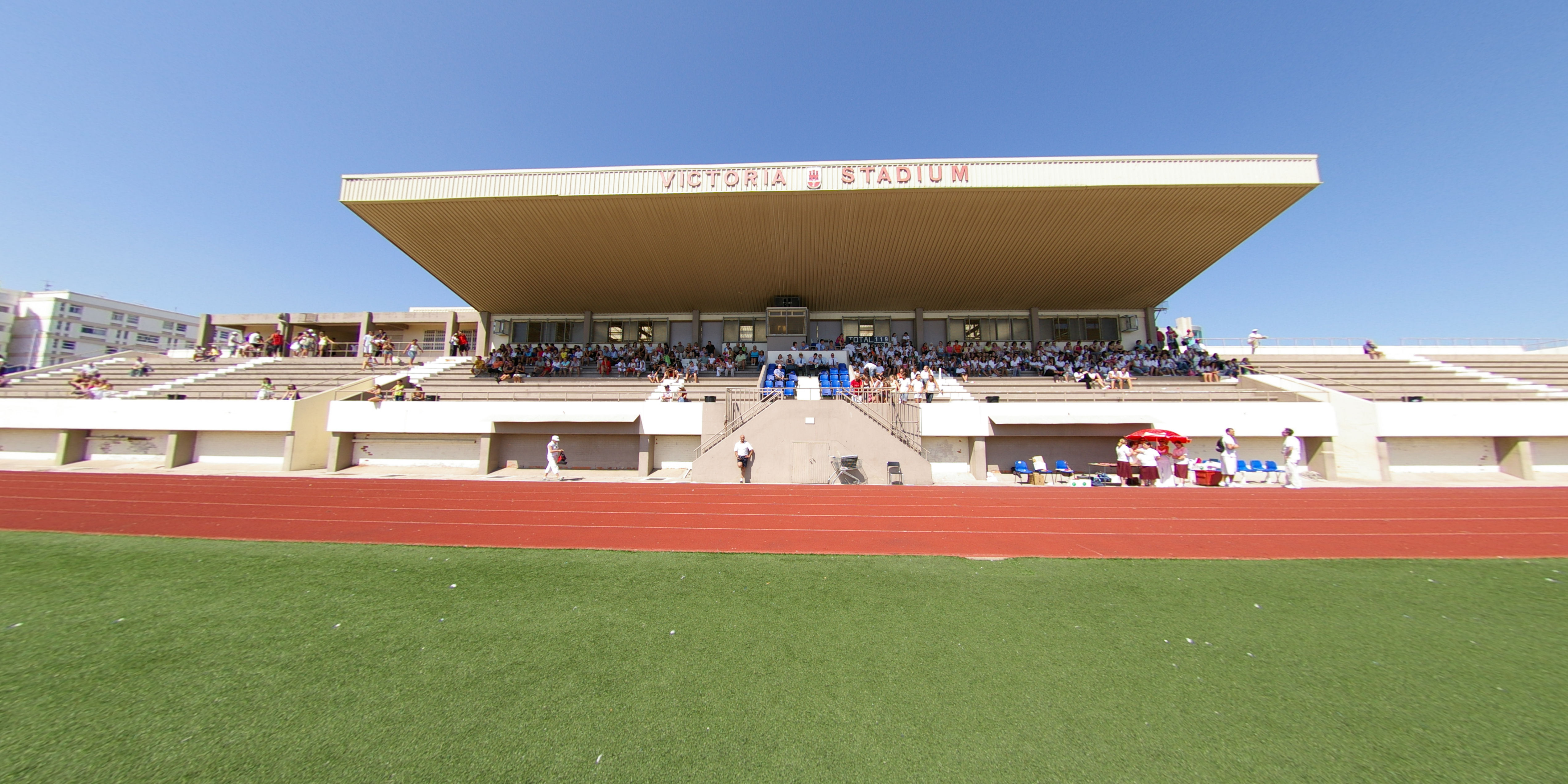
Das Victoria Stadium ist die Spielstätte der Nationalelf

Die Fußballnationalmannschaft von Gibraltar hat eine lange Geschichte. Am Anfang trat das Nationalteam gegen Militärteams aus Großbritannien an, die Gibraltar besuchten. 1949 schaffte das Nationalteam ein Unentschieden gegen Real Madrid, was als ein Highlight der Verbandsgeschichte gilt. Das Nationalteam bestritt häufig Spiele gegen Nationalmannschaften aus nicht souveränen Gebieten. Das Nationalteam ging zum Beispiel als Sieger aus dem Fußballwettbewerb der Island Games 2007 heraus, welches auf der griechischen Insel Rhodos ausgetragen wurde.
Das Nationalteam von Gibraltar spielt seine Spiele wie die meisten Teams im Victoria Stadium, welches eine Kapazität von 5000 Zuschauern hat und von der FIFA lizenziert ist.

### UEFA
Am 8. Januar 1997 bewarb sich der Nationalverband für eine FIFA-Mitgliedschaft und im März 1999 bestätigte die FIFA, dass die GFA die Anforderungen des Artikel 4.7 der FIFA-Statuten erfüllt und dass sie die Daten an die UEFA weitergegeben habe.
Am 12. April 1999 bewarb sich die GFA für eine Mitgliedschaft in der UEFA. Dies würde bedeuten, dass das Nationalteam an den Qualifikationen für die Fußball-Europameisterschaft teilnehmen kann und Vereine an den europäischen Vereinswettbewerben teilnehmen können. Doch der spanische Fußballverband erhob Einspruch, denn die spanische Regierung erkennt Gibraltar nicht als britisches Territorium an. Spanische Behörden starteten eine Kampagne gegen die Bewerbung, da diese die Kriterien nicht erfülle. 2002 legte die UEFA fest, dass zukünftige Mitglieder souveräne Nationen sein müssen, was heißen würde, dass mehrere Mitgliedsverbände nicht aufgenommen werden könnten.
Nach einer Anfechtung am internationalen Sportgerichtshof wurde 2006 entschieden, dass die UEFA und alle Mitglieder die GFA aufnehmen müssen, da die Bewerbung vor der neuen Regel eingereicht wurde. Außerdem hatte die Entscheidung politische Obertöne, welche im Sport fehl am Platz sind. Die UEFA versprach Gibraltar, zusammen mit Montenegro, die Mitgliedschaft und schob die Entscheidung auf den Kongress 2007 im deutschen Düsseldorf.
Spanische Delegierte hatten für einige Monate versucht, Unterstützer für die Festigung ihrer Position zu bekommen, außerdem drohten sie, dass spanische Vereine nicht in europäischen Vereinswettbewerben teilnehmen würden, wenn Gibraltar aufgenommen würde. Diese Taktik war erfolgreich, denn 45 Mitglieder stimmten gegen eine Aufnahme, drei stimmten dafür und fünf enthielten sich. Gibraltars Bewerbung wurde an diesem Punkt gestrichen, Montenegro wurde einstimmig eine Mitgliedschaft gewährt.
Am 3. Oktober 2012 gewährte die UEFA Gibraltar eine vorläufige Mitgliedschaft und versprach eine Entscheidung über eine volle Mitgliedschaft auf dem nächsten Kongress im Mai 2013 in London. Diesmal wurde der Antrag angenommen. Am 24. Mai 2013 wurde Gibraltar das 54. Mitglied der UEFA und Gibraltar bekam einen Startplatz in der Champions League 2014/15. Die UEFA nahm auch Rücksicht auf den politischen Streit mit Spanien und versprach, dass Gibraltar und Spanien in Qualifikationen nicht gegeneinander spielen werden.
Am 23. Februar 2014 wurde Gibraltar in der Qualifikation für die EM 2016 in eine Gruppe mit Deutschland, Irland, Polen, Schottland und Georgien gelost. Gibraltar verlor alle Spiele.

### FIFA
Am 13. Mai 2016 wurde Gibraltar Mitglied der FIFA, sodass das Nationalteam an der Qualifikation für die Fußball-Weltmeisterschaft 2018 teilnehmen konnte. Sie wurden in eine Gruppe mit Belgien, Griechenland, Bosnien-Herzegowina, Estland und Zypern gelost. Wieder verlor Gibraltar alle Spiele.